# Miss Montenegro

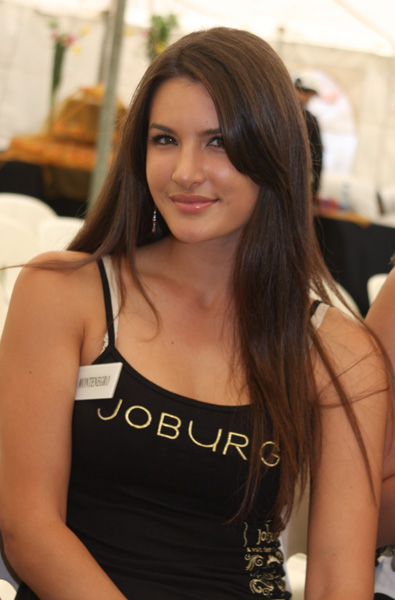
Mariana Mihajlović, Miss Montenegro 2008.

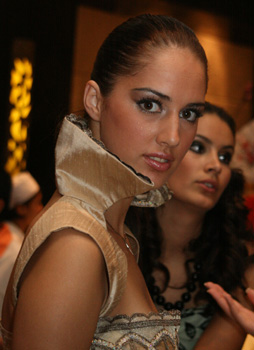
Marija Ćirović, Miss Montenegro 2007.

Miss Montenegro (Мисс Црнe Горe) è un concorso di bellezza nazionale per donne non sposate che si tiene annualmente in Montenegro. Si svolge dal 2006 e le vincitrici hanno la possibilità di rappresentare il proprio paese a Miss Mondo.

## Albo d'oro

### Miss Montenegro
| Anno | Vincitrice         |
| ---- | ------------------ |
| 2006 | Ivana Knežević     |
| 2007 | Marija Ćirović     |
| 2008 | Mariana Mihajlović |
| 2009 | Marijana Pokrajac  |
| 2011 | Maja Maraš         |
| 2012 | Ivana Milojko      |

### Rappresentanti per Miss Universo
| Anno | Vincitrice         | Piazzamento       |
| ---- | ------------------ | ----------------- |
| 2007 | Snežana Bušković   |                   |
| 2008 | Daša Živković      |                   |
| 2009 | Anja Jovanović     |                   |
| 2011 | Nikolina Lončar    | Miss Congeniality |
| 2012 | Andrea Radonjić    |                   |
| 2013 | Nikoleta Jovanović |                   |

### Rappresentanti per Miss Mondo
| Anno | Vincitrice         | Piazzamento |
| ---- | ------------------ | ----------- |
| 2006 | Ivana Knežević     |             |
| 2007 | Marija Ćirović     |             |
| 2008 | Mariana Mihajlović |             |
| 2009 | Marijana Pokrajac  |             |
| 2010 | Milica Milatović   |             |
| 2011 | Maja Marǎs         |             |
| 2012 | Nikolina Lončar    |             |
| 2013 | Ivana Milojko      |             |